# Архитектура Немачке
Немачка архитектура има дугу, богату и разноврсну историју кроз периоде. Заступљен је сваки велики европски стил од римског до постмодерне, укључујући и чувене каролиншке, романске, готске, ренесансне, барокне, класичне и модерне грађевине.
Векови парчања Немачке на кнежевине и краљевства условили су велику регионалну различитост и "локалну архитектуру". Ово је проузроковало хетерогену архитектуру, различиту од града до града. Док се ова разноликост и даље може препознати у малим градовима, уништење архитектонског наслеђа у већим градовима у току Другог светског рата довело је до поновне изградње коју карактерише једноставна модернистичка архитектура.

## Античка архитектура
Римско царство се некада распростирало преко великог дела данашње Савезне Републике Немачке и данас и даље постоје трагови од око 100. до 150. године пре нове ере, римски лимес, систем за одбрану граница који су користили Римљани, а у ово доба означавао је и границе Римског царства. Поред грађевина предвиђених за војску, као што су утврђења и кампови, Римљани су градили и друге објекте као што су (римска) купатила, мостови и амфитеатри.
Трир, на обалама реке Мозел, најстарији је град у Немачкој, велика метропола основана (или чак и пре) 16. године нове ере. Најпознатија грађевина из тог периода је вероватно Порта Нигра, најбоље очувана градска капија. Овде такође постоје и остаци термалних бања, римски мост и реконструисана Константинова базилика.
Са одласком Римљана, њихова урбана култура и архитектура (нпр. грејање, прозори и стакло) нестали су са територије Немачке.

## Предроманика
Предроманички период у западноевропској уметности обично датира из периода појаве Меровиншке династије (франачких краљева) око 500 године или из периода Каролиншке ренесансе (период Каролинга - покренут на двору Карла Великог) у касном 8. веку, а траје све до почетка 11. века - романичког периода. Од здања из овог периода сачувана је опатија Лорш. Овде се види комбинација елемената романског славолука (лучни облик пролаза, полустубови) са теутоничким наслеђем (неутемељеним троугловима на украсним аркадама, полихроматско зидарство).
Једна од најзначајнијих цркава у овом стилу је црква Светог Михаила у Хилдесхајму, изграђена између 1001. и 1031. године под руководством епископа Бернарда од Хилдесхајма (993—1022) као капела његовог Бенедиктинског манастира. Саграђена је у отонском стилу (раној ренесанси). Отонска ренесанса је нижа ренесанса у пратњи владе прва три цара Саксонске династије, сва три са именом Ото: Отон  (936—973), Отон  (973—983) и Ото III (983—1002).

## Романика
Период романике, од 10. до раног 13. века, окарактерисан је полукружним луковима, робустним изгледом, малим упареним прозорима и кружним сводовима. Многе немачке цркве датирају управо из овог времена, укључујући дванаест Келнских цркава. Најважнија грађевина овог периода у Немачкој је катедрала у Шпејеру. Она је грађена у фазама од око 1030. године, а у 11. веку била је највеће здање хришћанског света и архитектонски симбол моћи салијске династије, династије четири немачка краља (1024—1125).
Катедрале у Вормсу и Мајнцу су други важни примери романичког стила. Многе цркве и манастири су основани у овој ери, посебно у Саксонији-Анхалт. Рајска романика се јавља на катедрали у Лимбургу. Од важности је још и црква Светог Серватијуса у Кведлинбургу, и катедрала у Либеку, у Брунсвику, у Тријеру и Бамбергу, чија се последња фаза конструкције пренела на готички период.
Опатија Маулброн је сматрана за значајан пример "монашке архитектуре". Саграђена је између 12. и 15. века и из тог разлога садржи и готичке елементе. У 11. веку такође је почела изградња бројних замкова, укључујући познати замак Вартбург, који је касније проширен у готичком стилу.

## Готика
Готичка архитектура је цветала током високог и касног периода средњег века. Израсла је из романичке архитектуре. Прве готичке грађевине у Немачкој биле су грађене од око 1230. године, као на пример Госпина црква у Триру (1233—1283), која је једна од најважнијих раних готичких катедрала у Немачкој и спада под архитектонску традицију француске готике.
Фрајбуршка катедрала је саграђена у три фазе, првој са почетком 1120. под вођством војводе од Зехрингена, другој из 1210. године и трећој фази 1230. године. Од оригиналне зграде данас су остали само темељи. Записано је да је имала кулу од 116 m, за коју је Јакоб Буркхарт тврдио да је најлепша у хришћанској архитектури. Кула је скоро квадратне базе, а у њеном центру налази се галерија у облику дванаестостране звезде. Изнад галерије, кула је осмострана и сужава се до врха куле. Ово је једина готска црква (са кулом) у Немачкој која је саграђена у средњем веку (1330) и преживела бомбашке нападе новембра 1944. године, када су уништене све куће на источној и западној страни пијаце.
Категрала у Келну је, после миланске катедрале, највећа готска катедрала у свету. Њена конструкција започела је 1248. и са прекидима трајала до 1880. године - период од преко 600 година. Она је 144,5 m дуга, 86,5 m широка и њене две куле су 157 m високе. Због својих огромних кула, она такође има највећу фасаду од свих цркава у свету. Катедралски хор, мерено између стубова, такође се разликује по највећој размери висини и ширини од било које средњовековне цркве, 3,6:1, превазилажећи чак и катедралу у Бови, која има мало виши свод.
Фахверк је специфичан стил готске архитектуре који се среће у Западној Европи, посебно у западној Немачкој и у регионима око Балтичког мора где нема природних ресурса камена. Грађевине су грађене више-мање само од опеке. Градска хала и црква Светог Николе у Штралзунду су добри примери овог стила. Градови као што су Либек, Росток, Визмар, Штралзунд, Грајфсвалд и бројни остали градови у данашњој северној и западној Пољској су обликовани управо у овом регионалном стилу. Модел за многе цркве из Северне Немачке била је црква Свете Марије у Либеку, саграђена између 1200. и 1350.
Градња готских цркава била је праћена конструкцијом еснафских домова и градских хала од стране тадашње буржоазије. Добар пример је готичка градска хала (13. век) у Штралзунду. Такође постоји и градска хала у Бремену (1410) и реконструисана градска хала у Минстеру (прво саграђена 1350. године).
Станови из овог периода биле су углавном полудрвне грађевине, што се још може видети у Гослару и Кведлинбургу. Кведлинбург има неке од најстаријих полудрвних кућа у Немачкој. Метода конструкције, коришћена искључиво за куће средњовековног и ренесанског периода, одржала се чак до 20. века за сеоске куће.

## Ренесанса
Ренесансна архитектура припада периоду између раног 15. и раног 17. века, а манифестовала се у разним деловима Европе, када је постојало свесно оживљавање и развој неких елемената античког грчког и римског размишљања и културе. Најранији пример ренесансне архитектуре у Немачкој је Фугер капела у цркви Свете Ане у Аугзбургу. У то време, Немачка је била подељена на много кнежевина, грађани су имали тек неколоцину права, а оружане борбе, посебно религијски конфликти протестантске реформације, учинили су да велики делови земље остану практично неразвијени.
Неки принчеви су подржавали модерну уметност, као на пример у Торгау, Ашафенбургу и Ландсхуту, где је ера ренесансе и настала. Примери обухватају декорисано унутрашње двориште Траусниц дворца и војводски дворац Ландшут, саграђени од стране италијанских ренесансних мајстора заната.
Црква Светог Михаела у Минхену (градња почела око 1581) важна је ренесансна грађевина. Такође постоји и Хајделберг дворац са типичним ренесансним фасадама. Градска хала у Аугсбургу је такође важан пример, међутим саграђена је касно, у периоду 1614—1620, а архитекта је био Елијаз Хол из Аугзбурга.
У долини реке Везер постоје многи дворци и куће у стилу "везерске ренесансе". У овом стилу грађени су и градови Лемго и Хамелн. Дворац Волфенбител и јеванђеоска црква Девице Марије су такође специфични примери ренесансе.
У Тирингији и Саксонији, многе цркве и дворци саграђени су у ренесансном стилу, на пример, Вилијамов дворац у Шмалкалдену, црква у Рудолштадту, дворац Гота, градска хала у Лајпцигу, ентеријер презбутаријанских грађевина, катедрала Фрајберг, дворац у Дрездену и Шонхоф у Горлицу. У северној Немачкој налази се Густровер замак и богат ентеријер Штралсундске цркве Светог Николе.

## Барок
Барокна архитектура први пут се јавља почетком 17. века у Италији, поновно пласирајући хуманистички римски речник ренесансне архитектуре у новом реторичком, позоришном, вајарском смислу, приказујући тријумф апсолутистичке цркве и државе. Али, док је ренесанса почивала на богатству и моћи италијанских судова, била спој секуларних и религиозних снага, барок се директно повезује са контрареформацијом, покретом унутар католичке цркве који је служио као одговор на протестантске реформације.
Барокни стил стигао је у Немачку после тридесетогодишњег рата. Барокна архитектура немачких владиних и владарских резиденција заснивала се на моделу француског барока, посебно на суд Луја XIV и Версају. Примери су Цвингер палата у Дрездену, саграђена од стране Матхауса Данијела Попелмана (1709—1728), првобитно направљена да одржавање судских фестивала. Архитектура апсолутизма стављала је увек владара у центар, чиме је повећавала просторну композицију, на пример приказујући моћ владара у облику величанствених степеница које воде до ове личности (статуе).
Интеракција архитектуре, сликарства и вајарства битна је одлика барокне архитектуре. Значајан пример је резиденција Вурзбург са халом императора и степеништем, чија је конструкција започела под вођством Јохана Балтазара Нојмана 1720. године. Фреске на степеништу дело су Ђованија Батисте Тијепола, рађене од 1751. до 1753.
Друге добро познате барокне палате су Нова палата у Потсдаму, палата Шарлотенбург у Берлину, палата Вајсенштајн у Померсфелдену и Аугзбуршки дворац у Брилу, чији су ентеријери већином урађени у рококо стилу.
Рококо је касна фаза барока у којем је декорација постала обилнија и приказивала већину боја у светлијим тоновима. На пример, Сансуси дворац, грађен од 1745. до 1747, био је претходно летња палата Фридриха Великог, краља Пруске, у Потсдаму близу Берлина. Често се сматра немачким ривалом Версаја.
Међу најпознатијим примерима убрајају се и црква у Бенедиктину Отобаирену у баварско-барокном стилу, Велтенбуршки манастир, Етал опатија и црква Светог Јована Непомуког (званој Асам црква у Минхену). Други примери барокне архитектуре цркава су Базилика Вијерценхајлингена у Обергранкену и рестаурирана Богородична црква у Дрездену, чији је творац Џорџ Бар између 1722. и 1743.

## Класицизам
Класицизам је стигао у Немачку у другој половини 18. века. Инспирацију је црпео из класичне архитектуре антике и било је реакција на барокни стил у архитектури и дизајну екстеријера (пејзажа).
Краљевство вртова Десау-Верлиц један је од првих и највећих паркова у Немачкој. Изграђен је у касном 18. веку у време владавине војводе Леополда III (1740—1817), након што се вратио из "велике турнеје" (традиционално путовање за учене младиће у 18. веку) приликом које је посетио Италију, Холандију, Енглеску, Француску и Швајцарску, заједно са својим пријатељем - архитектом Фридрихом Вилхелмом фон Ердмансдорфом. За разлику од формалних барокних башти, ова је славила натуралистички манир енглеских пејзажних башти и симболисала је слободу просветитељства.
Бранденбуршка капија, наручена од стране пруског краља Фридриха Вилхелма II као знак мира, а завршена од стране Карла Готхарда Лангханса 1791. године, потенцијално је један од најпознатијих споменика класицизма у Немачкој. Брандербуршка капија рестаурирана је од 2000. до 2002. године од стране Deutsche Stiftung Denkmalschutz, организације за очување споменика из Берлина. Сада се сматра једном од најпознатијих европских знаменитости.
Најистакнутији архитекта овог стила у Немачкој био је несумњиво Карл Фридрих Шинкел. Шинкелов стил, у његовом најпродуктивнијем периоду, дефинисан је његовом наклоношћу ка грчкој, пре него римској архитектури, а избегавао је стил специфичан за скорашње француске окупаторе. Његове најпознатије грађевине налазе се у и око Берлина. Чине их Ново стражарско место (1816—1818); Берлинска концертна дворана (1819—1821) на Гендармен скверу, која је заменила претходно позориште које је било уништено у ватри 1817. године; и Алтес музеј на Музејском острву (1823—1830).
Лео фон Кленце (1784—1864) био је дворски архитекта баварског краља Лудвига I, још један истакнути представник оживљеног грчког стила. Лудвигова страст за хеленизам испирисала је архитектонски стил фон Кленца, који је саградио много неокласичних грађевина у Минхену, укључујући и Румес халу и храм Моноптерос. На Кунигсплацу је дизајнирао вероватно најпознатије модерно хеленистичко архитектонско дело. Близу Регензбурга је саградио Валхала храм, назван по Валхали - пребивалишту палих ратника у старонордијској митологији.
Још једна битна грађевина овог периода је Вилхелмов дворац у Каселу (почетак градње 1786. године).

## Историцизам
Историцизам, такође познат и као еклектицизам, уметнички је и архитектонски стил који црпе инспирацију из историјских уметничких радова и стилова. Након неокласичног периода (који се може сматрати и покретом у оквиру историцизма), нова фаза историцизма наступа средином 19. века, обележена повратком на антички класицизам, посебно у архитектури и сликама са историјским мотивима.
Запажени архитекта овог времена био је Готфрид Земпер, који је саградио галерију у Цвингер палати (1855) и Земпер оперу у Дрездену (1878), и био је укључен у првобитни дизајн дворца Шверин. Земперове грађевине имају примесе ренесансног стила, барока, а чак постоје и карактеристике коринтских стубова из класичне Грчке.
Постојале су регионалне варијанте историцистичких стилова у Немачкој. Примери су архитектура "одмаралишта" (посебно на Балтичкој обали Немачке), хановерска школа архитектуре и нирнбершки стил.
Склоност према средњовековним објектима види се на примеру дворца Нојшанштајн, који је Лудвиг II наручио 1869. године. Нојшанштајн је дизајниран од стране Кристијана Јанка, сценског дизајнера, што објашњава фантастичну природу резултујуће грађевине. Архитектонска стручност, неопходна за градњу на тако опасном месту, први пут је изведена од стране дворског архитекте Едварда Ридела из Минхена, а касније и Џорџа фон Долмана, зета Леа фон Кленца.
Битне спомена су још и Улм катедрала, и на крају овог периода Рајхстаг зграда (1894) од стране архитекте Пола Валота.

## Сецесија
Арт нуво (сецесија) познат је често и по немачком имену југендстил “стил младих”. Име је преузето из уметничког журнала “Млади”, који је био издаван у Минхену и који је заговарао нови уметнички правац. Друга два журнала “Симплицизам” (једноставност), издаван у Минхену, и П“”ан (тигањ), издаван у Берлину, доказали су да су важни заговорници стила младих. Два епицентра овог стила у Немачкој били су Минхен и Дармштат.
По угледу на традиционалну немачку графику, овај стил користи прецизне и оштре ивице, елементе који су драстично другачији од текућих и увијених линија по којима је познат арт нуво на другим местима. Хенри ван де Велде, који је већину своје каријере остварио у Немачкој, био је Белгијанац који је утицао на многе да наставе са стилом везаним за графику, укључујући Петера Беренса, Хермана Обриста и Ричарда Рајмершмида. Август Ендел је такође познати сецесионистички дизајнер.

## Модерна
Оно што модерну у архитектури карактерише је елиминација непотребних орнамената са грађевине и верност њеној структури и функцији. Мото стила је сумиран у четири слогана: орнаменти су злочин, "истина за материјале" (сваки материјал треба бити искоришћен тамо где припада), форма прати функцију, и Ле Корбизијепов опис куће као "машине за становање". Овај покрет развијао се рано у 20. веку. Усвојен је од стране многих утицајних архитекти и архитектонских едукатора. Иако је тек неколико оваквих грађевина било саграђено у првој половини века, након Другог светског рата овај стил постао је доминантан за архитектуру институција и зграда корпорација за пуне три деценије.
Иницијални подстицај за модерну архитектуру у Немачкој је углавном била идустијализацијска конструкција, у којој архитектонски дизајн није подвргнут важећем историцизму, на пример АЕГ фабрика турбина у Берлину од стране Петера Бахренса (1908—1909) и посебно Фагус фабрике од стране Валтера Гропијуса у Алфелду (1911—1914). У току овог периода (1915) конструисан је први небодер у Јени.
Такозвани класични модернизам у Немачкој идентичан је Баухаусу, основаном од стране Валтер Гропијуса 1919. године, убрзо након што је сменио Хенрија ван де Велдеа у Вајмару као директора уметничке школе. Баухаус је постала најутицајнија уметничка и архитектонска школа у 20. веку. Иако у почетку није постојало одељење за архитектуру, Гропијус је видео то као "највиши циљ сваке уметничке активности".
Ајнштајнова кула у Постдаму је астрофизички опзерваторијум у Алберт Ајнштајн научном парку у Потсдаму, дизајниран од стране архитекте Ериха Менделсона. Ово је био један од првих великих пројекта за њега, завршен у доба када је млади Рихард Нојтра био у тиму, а такође је и Менделсонова најпознатија грађевина.
У време инфлације и економских криза, баухаус је тражио исплатив, функционалан и модеран дизајн за куће. Тако је у Вајмару 1923. године настала "кућа на рогу" Георга Мухеа и Адолфа Мејера. Године 1925, само годину дана након што су националистичке партије добиле већину тирингијског парламента, баухаус у Вајмару је угашен. Те исте године у Десау, Гропијус је отпочео зидање нове школе, завршене 1926. године. Баухаус Десау је далеко најпознатији споменик уметности класичног модернизма у Немачкој.
Када су Нацисти добили на моћи 1932, Баухаус је угашен. Након овога постојала је дијаспора магистара и студената Баухауса широм света, посебно у САД, и Баухаус стил се раширио свуда, постајући познат као интернационални стил. Године 1927. једна од првих и најзначајнијих манифестација овог стила био је Вајзенхоф пројекат (насеља) у Штутгарту, саграђен као саставни део изложбе "Стан", организоване од стране Дојчер веркбунда, а надгледаном од стране Миса ван дер Роа. Учествовало је петнаест архитеката, од којих су везани за овај покрет: Мис, Петер Беренс, Ле Корбизије, Валтер Гропијус, Ј.Ј. П. Оуд, Март Штам и Бруно Таут. Изложба је била веома популарна, са хиљадама дневних посетилаца.
Бројна стамбена насеља саграђена у овом периоду сада су међу најважнијим грађевинама модернистичког периода. Оне укључују Потковичасто стамбено насеље у Берлину (1930) чије су архитекте били Бруно Таут и Мартин Вагнер током Вајмарске републике; Аломент Дамершток (1930) у Карлсруеу од стране Гропијуса и Цехе Цолверајн у Есену, грађен од 1927. до 1932, а на челу пројекта биле су архитекте Фриц Шуп и Мартин Кремер.
Између 1926. и 1940. већина радио торњева грађена је од дрвета, од којих је највиши Трансмитер Милакер (190 m). Једини преостао од њих је Гливице Радио торањ у Гливицама, данашња Пољска.
Нацистичка архитектура (1933—1945) са главним архитектом Албертом Шпером служила је само у маркетиншке (пропагандне) сврхе.

## Послератна реконструкција
Током савезничке стратешке бомбашке кампање Другог светског рата, историјски центри већине градова претрпели су многе губитке посебно у сфери архитектонског наслеђа, а постојали су и случајеви тоталних уништења. Напори који су уложени за реконструкцију варирају између Источне и Западне Немачке, а и међу индивидуалним градовима. И већини градова неке од најбитнијих знаменитости су реконструисане или поновно изграђене, често у поједностављеном облику. Генерално, градови нису реконструисани тако да приказују историјски изглед места, већ у функционалном, модернистичком стилу.
Постоји скорашњи тренд у 21. веку у много немачких градова који покреће реконструкцију и нову класичну архитектуру у битним деловима. Примери овог могу бити нађени у Неумаркту у Дрездену (укључујући и познату Богородичину цркву), у старом граду у Франкфурту (пројекат Дом-Ромера), у Берлину на градској палати и у Постдаму на градској палати и старој пијаци.